# العمارة الكلاسيكية الحديثة في ميلانو

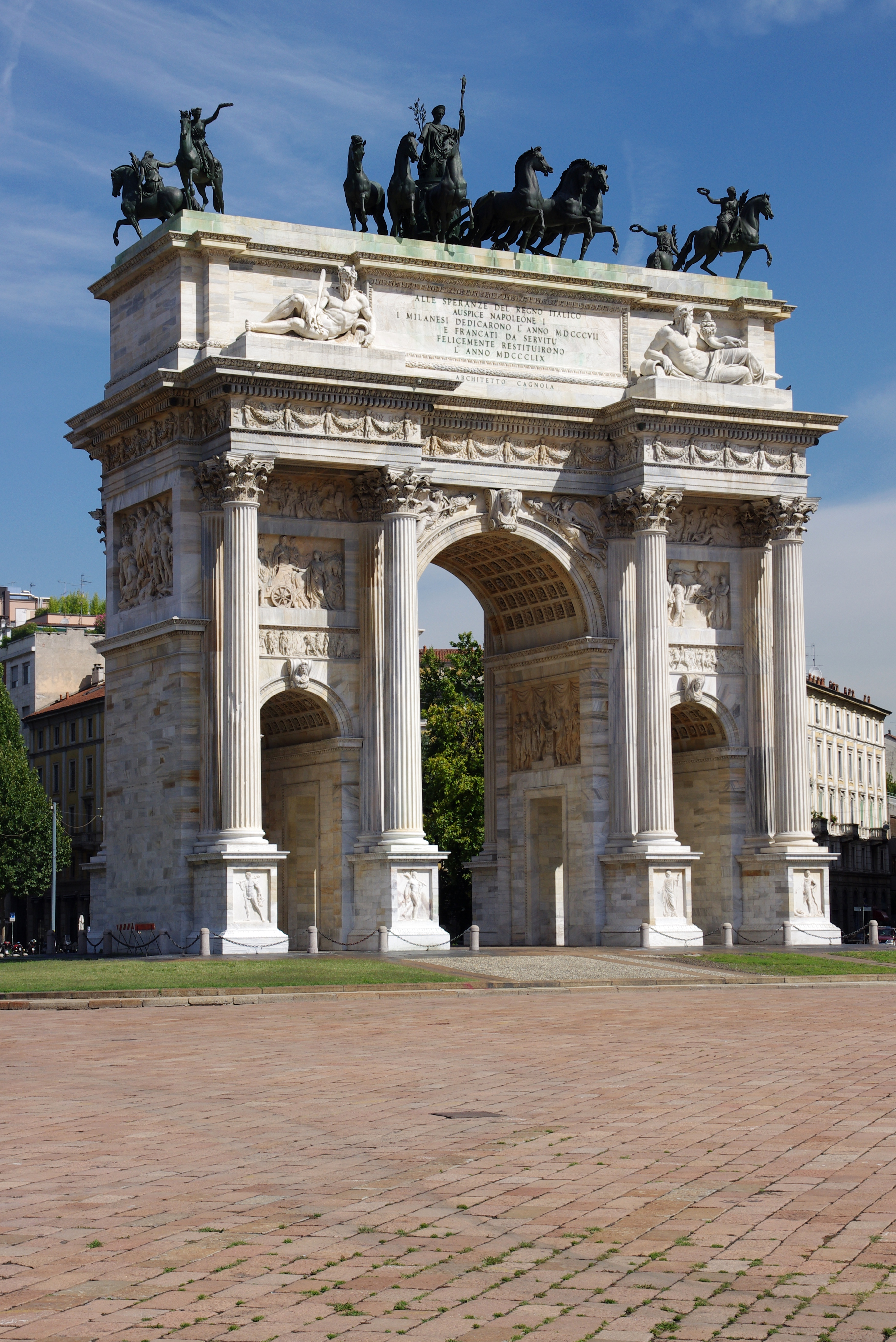
قوس السلام، ميلانو.

تشمل العمارة الكلاسيكية الحديثة في ميلانو الحركة الفنية الرئيسية منذ نحو 1750 وحتى 1850 في هذه المدينة الإيطالية الشمالية. تصدرت ميلانو النهضة الثقافية والاقتصادية القوية التي كانت الكلاسيكية الحديثة الأسلوب السائد فيها، منذ السنوات الأخيرة من عهد ماريا تيريزا من النمسا، مرورًا بالمملكة النابليونية في إيطاليا والترميم الأوروبي. خُلقت حينها في ميلانو بعضٌ من أكثر الأعمال تأثيرًا من هذا الأسلوب في إيطاليا وعبر أوروبا. تشمل التطورات البارزة بناء مسرح ألا سكالا والقصر الملكي الذي أُعيد تصميمه ومؤسسات بريرا بما في ذلك أكاديمية الفنون الجميلة ومكتبة برايدنس ومرصد بريرا الفلكي. أدت الكلاسيكية الحديثة أيضًا إلى تطوير بوابات المدينة الضخمة والساحات والشوارع الجديدة وكذلك الحدائق العامة والقصور الخاصة. تم الانتهاء في وقت لاحق من كنيستي سان توماس في تيرامارا وسان كارلو آل كورسو، بالأسلوب الكلاسيكي الحديث قبل انتهاء الفترة الزمنية في أواخر الثلاثينيات من القرن التاسع عشر.

## نظرة عامة
أضفت معاهدة راستات في عام 1714 طابعًا رسميًا على نقل ميلان من الحكم الإسباني إلى الحكم النمساوي. قادت المدينة نهضة ثقافية واقتصادية في عهد ماريا تيريزا (1740- 1780) وجوزيف الثاني (1765- 1790). لعبت الإمبراطورة وابنها دورًا مهمًا في حركة الإصلاح، متأثرين بشدة بمثل عصر التنوير. انفتحت ميلانو على التطورات القادمة من أوروبا بفضل الحكومة المستنيرة وإصلاحاتها، وسرعان ما أصبحت مركزًا فكريًا حيويًا. نتيجة لذلك، نشأ فيها مؤثرون مؤيدون للأساليب الحديثة مثل بييترو وأليساندرو فيري وسيزاري بيكاريا، وكانت أيضًا مقرًا لصحيفة إل كافيه التطلعية وأكاديميا دي بوغني. غطت الإصلاحات مجالات مهمة تهم الجمهور، خاصة النظام الحديث لتسجيل الأراضي وهو أحد أكثر الأنظمة كفاءة في أوروبا. قلل جوزيف الثاني من صلاحيات النظام الديني بين عامي 1765 و1785. أُلغيت محاكم التفتيش وحُظرت اجتماعات الطوائف الدينية بما فيها اليسوعيين ونُقلت ممتلكاتهم إلى المدينة، إذ استُخدمت لبرامج تجديدية حضرية غير مسبوقة. أصبحت الكلاسيكية الحديثة بتنسيق من معماري البلاط جوزيبي بيرماريني، أسلوب ولادة المدينة الجديدة. افتُتحت المنتزهات العامة الأولى في نفس الوقت الذي بُنيت فيه القصور الأنيقة المستوحاة من الاتجاه الجديد في مناطق مختارة بعناية. أُنشئت بعض أشهر المؤسسات في ميلانو مثل مسرح ألا سكالا ومركز بريرا الثقافي والمدارس البلاتينية التي أُصلحت خلال هذه الفترة.
غادر الأرشيدوق فرديناند من النمسا المدينة في عام 1796 مع وصول نابليون إلى إيطاليا، وقد أصبحت تابعة للفرنسيين منذ عام 1800. لم تردع الهيمنة الفرنسية قيام الأنشطة الثقافية في ميلانو. شمل النمو السكاني السريع بعضًا من أعظم المثقفين الإيطاليين من ميلكيوري جيويا إلى فينشينسو مونتي ومن أليساندرو فولتا إلى أوغو فوسكولو وسيلفيو بيليكو. أُسس معهد لومبارد للعلوم والآداب وأُنشئ العديد من الصحف في المدينة. أُعدت الكثير من المشاريع الحضرية لعاصمة مملكة إيطاليا كما أصبحت اليوم، بهدف إعطاء ميلانو مظهر إحدى العواصم الرئيسية في أوروبا على الرغم من أنها لم تكتمل أبدًا. وضع السكان لبعض الوقت عرائض لتفكيك قلعة سفورزا، وأمر نابليون بهدمها بموجب مرسومه المؤرخ في 23 يونيو عام 1800. بدأت أعمال الهدم في عام 1801 ولكنها لم تكتمل أبدًا. كُلف المعماري جيوفاني أنطونيو أنتوليني في نفس العام بتصميم «فورو بونابرت» (منتدى بونانرت)، ولكنه بدلًا من ذلك اقترح إعادة تصميم القلعة بالأسلوب الكلاسيكي الحديث. أُجل المشروع نتيجة لتكاليفه الباهظة. مُنحت ميلانو والبندقية «لجنة التزيين» بصلاحيات واسعة ومجال واسع من النشاط، تتكون من أبرز الشخصيات في ميلانو. كان البند الأول الذي نوقش هو الخطة الرئيسية التي صيغت في نفس العام. ظل تطور المدينة محكومًا بالخطة «التي يمكن اعتبارها واحدة من أحدث الخطط التي أُنشئت في أوروبا»، حتى عام 1814.